# گیرنده ۱ سروتونین
گیرنده ۱ سروتونین (انگلیسی: 5-HT1 receptor) یکی از انواع گیرنده‌های سروتونین است که به پیام‌رسان عصبی درون‌زاد «سروتونین» (که بدان ۵-هیدروکسی‌تریپتامین هم گفته می‌شود) متصل می‌گردد. گیرنده ۱ سروتونین در واقع نوعی گیرنده جفت‌شونده با پروتئین جی (GPCRs) هستند که به «Gi/Go-متصل به پروتئین» وصل شده و گونه‌ای از «پیام‌رسانی مهاری» را واسطه‌گری می‌کند. این گیرنده، شامل چند زیرگونه به شرح زیر است:
- 5-HT1A
- 5-HT1B
- 5-HT1D
- 5-HT1E
- 5-HT1F

توجه کنید که گیرندهٔ 5-HT1C در این دسته‌بندی وجود ندارد و به‌جایش، گیرندهٔ 5-HT2C به آن افزوده شده است.